# Aphanamixis polystachya
Aphanamixis polystachya är en tvåhjärtbladig växtart som först beskrevs av Nathaniel Wallich, och fick sitt nu gällande namn av R. N. Parker. Aphanamixis polystachya ingår i släktet Aphanamixis och familjen Meliaceae. Inga underarter finns listade i Catalogue of Life.